# Atrophia Red Sun
Atrophia Red Sun est un groupe de doom metal et death metal industriel polonais, originaire de Cracovie. Il est formé en 1994 à l'initiative du claviériste Piotr « VX The Mind Ripper » Kopeć. Le groupe se sépare en 2008, mais se reforme en 2014.

## Biographie
Le groupe est formé en 1994 à Cracovie à l'initiative du claviériste Piotr « VX The Mind Ripper » Kopeć. Peu après, il est rejoint par le chanteur Adrian « Covan » Kowanek, les guitaristes Piotr « Pita » Stepkowski, Marcin « Bochaj » Bochajewski, le bassiste Michał « Banan » Nasiadka et le batteur Paweł « Grzechotka » Wegrzyn.
Le premier album du groupe intitulé Painfull Love est publié en 1995 par le label Croon Records. En 1996, il sort un deuxième album orienté doom metal intitulé Fears chez Morbid Noizz Productions. L'album est enregistré et mixé au studio TR Sound. En 1999, le groupe se sépare d ses deux guitaristes et de son bassiste et le remplace la même année par le guitariste Rafał « Kastor » Kastory et le bassiste Paweł Kolasę. Un an plus tard, Kolasę est remplacé par Grzegorz « Felix » Feliks. 
En 2001, une nouvelle formation du groupe enregistre une démo intitulée Promo 2001 et un an plus tard Demo 2002 qui reprend des éléments de thrash metal, de death metal et de musique électronique. En 2003, le groupe se sépare du batteur Pawel Wegrzyn, qui est remplacé par Miłosz « Milo » Likowski. Le groupe, alors composé d'Adian « Covan » Kowanek, Piotr « Vx The Mind Ripper » Kopeć, Rafał « Kastor » Kastory, Grzegorz « Felix » Feliks et Miłosz « Milo » Likowski, entre au Dominik Home Studio pour enregistrer son troisième album intitulé Twisted Logic, publié le 25 juillet chez Empire Records,. En avril 2005, le groupe suspend ses activités, mais les reprend un an plus tard. En 2008, le groupe se sépare. Il se reforme plus tard en 2014.

## Membres

### Membres actuels
- Piotr « VX The Mind Ripper » Kopeć - claviers, samples (1994-2008, depuis 2014)
- Rafał « Kastor » Kastory - guitare (1999-2005, depuis 2014)

### Anciens membres
- Kacper Pietrzykowski - guitare
- Michał « Banan » Nasiadka - basse (1994-1998)
- Piotr « Pita » Stepkowski - guitare (1994-1998)
- Marcin « Bochaj » Bochajewski - guitare (1994-1998)
- Adrian « Covan » Kowanek - chant (1994-2008)
- Grzegorz « Felo » Feliks - basse (2000-2003)
- Łukasz Wronka - basse
- Paweł Węgrzyn - batterie
- Miłosz « Milo » Likowski - batterie (2003-2004)
- Kuba Kogut - batterie (2004-2008)

## Discographie

### Albums studio
- 1995 : Painfull Love
- 1997 : Fears
- 2003 : Twisted Logic[5]

### Démos
- 2001 : Promo 2001
- 2002 : Demo 2002